# سرپاور اختاپوسی دانا
سرپاور اختاپوسی دانا (نام علمی: Taningia danae) نام یک گونه از راسته ماهی مرکب است.